# برادي نيلسون
برادي نيلسون (بالإنجليزية: Brady Nelson)‏ هو شخصية أعمال أمريكي، ولد في 1978 في سبوكين في الولايات المتحدة.